# Manitoba Junior Hockey League
Manitoba Junior Hockey League, MJHL, är en juniorishockeyliga som är baserat i den kanadensiska provinsen Manitoba och är exklusivt för ishockeyspelare som är mellan 16 och 20 år gamla. Ligan är sanktionerad av både Hockey Canada och Hockey Manitoba. MJHL leds av kommissarien Kim Davis, som spelade själv ishockey och i bland annat i den professionella ishockeyligan National Hockey League (NHL) mellan 1977 och 1981.
Ligan grundades 1918 som Winnipeg and District League och fick sitt nuvarande namn 1931.

## Lagen

### Nuvarande
Källa: 
| - Dauphin Kings - Neepawa Natives - OCN Blizzard - Portage Terriers - Selkirk Steelers - Steinbach Pistons | - Swan Valley Stampeders - Virden Oil Capitals - Waywayseecappo Wolverines - Winkler Flyers - Winnipeg Blues |

### Tidigare
Ett urval av lag som har tidigare spelat i ligan.
| - Assiniboine Park Monarchs - Beausejour Blades - Brandon Elks - Brandon Native Sons - Brandon Travellers - Brandon Wheat Kings - CUAC Blues - East Kildonan Bisons - Elmwood Maple Leafs - Elmwood Millionaires - Flin Flon Bombers - Fort Garry Blues - Kenora Thistles - Kildonan North Stars - St. Boniface Athletics - St. Boniface Canadiens - St. Boniface Seals - St. James Canadians (1936–1945) - St. James Canadians (1967–2003) - St. James Orioles - Selkirk Fishermen - Southeast Blades | - Southeast Thunderbirds - Steinbach Hawks - Stonewall Jets - Thompson King Miners - Thunder Bay Hornets - University of Manitoba Junior HC - Winnipeg Air Cadets - Winnipeg Braves - Winnipeg Esquires - Winnipeg Falcons - Winnipeg Monarchs - Winnipeg Rangers (1939–1957) - Winnipeg Rangers (1956–1967) - Winnipeg Hockey Club - Winnipeg Junior Falcons - Winnipeg Saints - Winnipeg South Blues - Winnipeg Tammay Tigers - Winnipeg Wellingtons - Winnipeg Y.M.L.C. - Wolseley Flyers |

## Mästare
Samtliga lag som har vunnit Turnbull Memorial Trophy som ges ut till det vinnande laget av MJHL:s slutspel.
| - 1918–1919: Winnipeg Y.M.L.C. - 1919–1920: Selkirk Fishermen - 1920–1921: Winnipeg Falcons - 1921–1922: University of Manitoba Junior HC - 1922–1923: University of Manitoba Junior HC - 1923–1924: Winnipeg Tammay Tigers - 1924–1925: University of Manitoba Junior HC - 1925–1926: Winnipeg Tammay Tigers - 1926–1927: Elmwood Millionaires - 1927–1928: Elmwood Millionaires - 1928–1929: Elmwood Millionaires - 1929–1930: Elmwood Millionaires - 1930–1931: Elmwood Millionaires - 1931–1932: Winnipeg Monarchs - 1932–1933: Brandon Native Sons - 1933–1934: Kenora Thistles - 1934–1935: Winnipeg Monarchs - 1935–1936: Elmwood Maple Leafs - 1936–1937: Winnipeg Monarchs - 1937–1938: St. Boniface Seals - 1938–1939: Brandon Elks - 1939–1940: Kenora Thistles - 1940–1941: Winnipeg Rangers - 1941–1942: Portage la Prairie Terriers - 1942–1943: Winnipeg Rangers | - 1943–1944: St. James Canadians - 1944–1945: Winnipeg Monarchs - 1945–1946: Winnipeg Monarchs - 1946–1947: Brandon Elks - 1947–1948: Winnipeg Monarchs - 1948–1949: Brandon Wheat Kings - 1949–1950: Brandon Wheat Kings - 1950–1951: Winnipeg Monarchs - 1951–1952: Winnipeg Monarchs - 1952–1953: St. Boniface Canadiens - 1953–1954: St. Boniface Canadiens - 1954–1955: Winnipeg Monarchs - 1955–1956: St. Boniface Canadiens - 1956–1957: Winnipeg Monarchs - 1957–1958: St. Boniface Canadiens - 1958–1959: Winnipeg Braves - 1959–1960: Brandon Wheat Kings - 1960–1961: Winnipeg Rangers - 1961–1962: Brandon Wheat Kings - 1962–1963: Brandon Wheat Kings - 1963–1964: Brandon Wheat Kings - 1964–1965: Brandon Braves - 1965–1966: Winnipeg Rangers - 1966–1967: Flin Flon Bombers - 1967–1968: St. James Canadians | - 1968–1969: Dauphin Kings - 1969–1970: Dauphin Kings - 1970–1971: St. Boniface Saints - 1971–1972: Dauphin Kings - 1972–1973: Portage la Prairie Terriers - 1973–1974: Selkirk Steelers - 1974–1975: Selkirk Steelers - 1975–1976: Selkirk Steelers - 1976–1977: Dauphin Kings - 1977–1978: Kildonan North Stars - 1978–1979: Selkirk Steelers - 1979–1980: Selkirk Steelers - 1980–1981: St. Boniface Saints - 1981–1982: Fort Garry Blues - 1982–1983: Dauphin Kings - 1983–1984: Selkirk Steelers - 1984–1985: Selkirk Steelers - 1985–1986: Winnipeg South Blues - 1986–1987: Selkirk Steelers - 1987–1988: Winnipeg South Blues - 1988–1989: Winnipeg South Blues - 1989–1990: Portage la Prairie Terriers - 1990–1991: Winkler Flyers - 1991–1992: Winkler Flyers - 1992–1993: Dauphin Kings | - 1993–1994: St. Boniface Saints - 1994–1995: Winnipeg South Blues - 1995–1996: St. James Canadians - 1996–1997: St. James Canadians - 1997–1998: Winkler Flyers - 1998–1999: OCN Blizzard - 1999–2000: OCN Blizzard - 2000–2001: OCN Blizzard - 2001–2002: OCN Blizzard - 2002–2003: OCN Blizzard - 2003–2004: Selkirk Steelers - 2004–2005: Portage Terriers - 2005–2006: Winnipeg South Blues - 2006–2007: Selkirk Steelers - 2007–2008: Portage Terriers - 2008–2009: Portage Terriers - 2009–2010: Dauphin Kings - 2010–2011: Portage Terriers - 2011–2012: Portage Terriers - 2012–2013: Steinbach Pistons - 2013–2014: Winnipeg Blues - 2014–2015: Portage Terriers - 2015–2016: Portage Terriers - 2016–2017: Portage Terriers - 2017–2018: Steinbach Pistons |

## Spelare

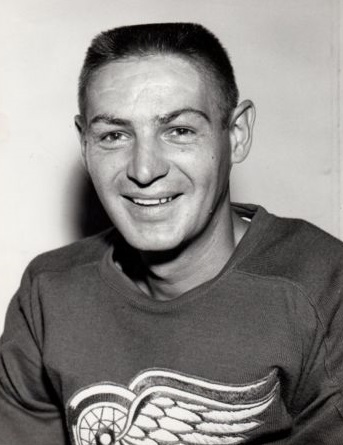
Terry Sawchuk.

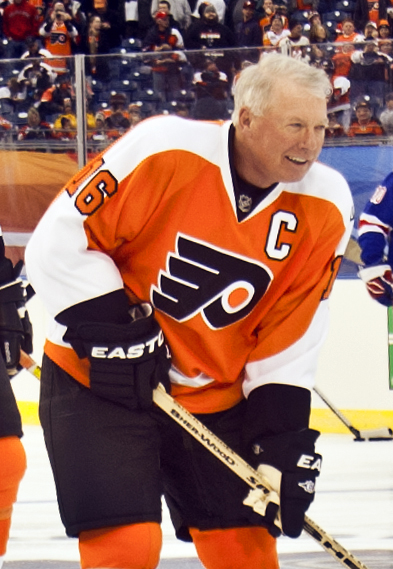
Bobby Clarke.

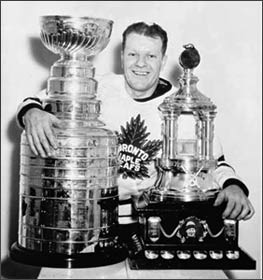
Turk Broda.

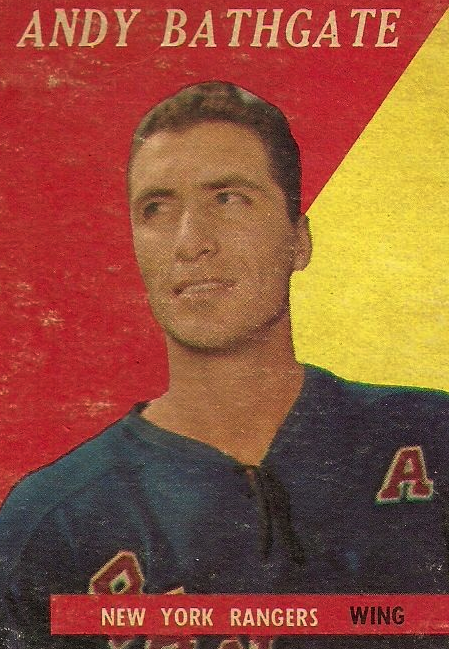
Andy Bathgate.

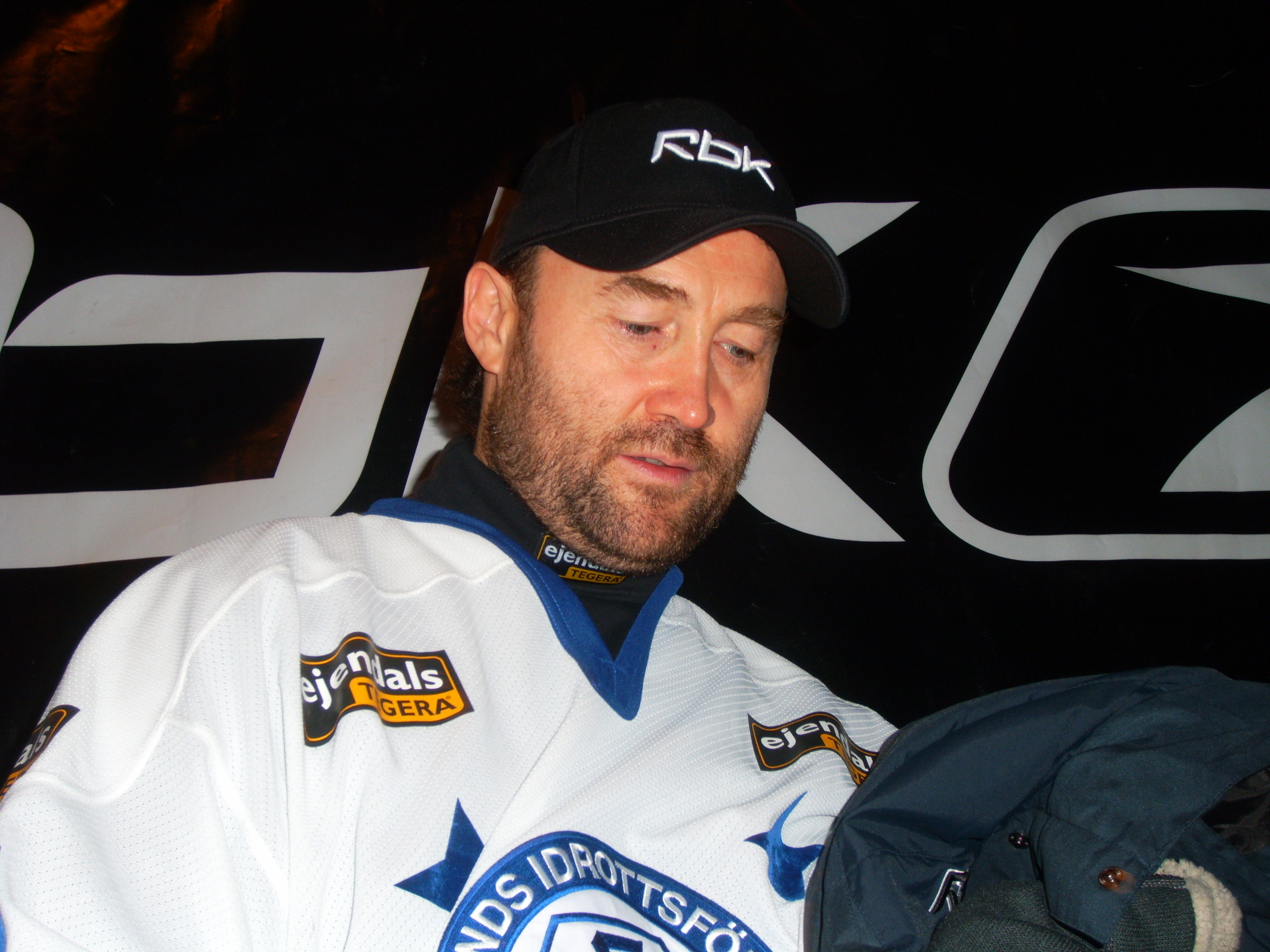
Ed Belfour.

Ett urval av ishockeyspelare som har spelat en del av sina ungdomsår i MJHL.
| Målvakter - Murray Bannerman - Ed Belfour - Turk Broda - Charlie Gardiner - Ron Hextall - Glen Hanlon - Jason Kasdorf - Ron Low - Chuck Rayner - Curt Ridley - Rick St. Croix - Terry Sawchuk - Wayne Stephenson | Backar - Paul Baxter - John Bednarski - Sean Collins - Art Coulter - Joel Edmundson - Brian Engblom - Garnet Exelby - Justin Falk - Wilf Field - Travis Hamonic - Ted Harris - Gerry Hart - Shane Hnidy - Tom Johnson - Ed Kullman - Grant Ledyard - Barry Legge - Brett Lernout - Perry Miller - Babe Pratt - Tracy Pratt - Travis Sanheim - Jack Stewart | Forwards - Chuck Arnason - Tyler Arnason - Andy Bathgate - Rick Blight - Dan Bonar - Laurie Boschman - Matt Calvert - Ron Chipperfield - Bobby Clarke - Micheal Ferland - Ryan Garbutt - Butch Goring - Darren Helm - Bryan Hextall - Darcy Hordichuk - Ted Irvine - Bob Joyce - Mike Keane - Gord Labossiere - Reggie Leach - Mike Leclerc - Chuck Lefley - Bob Leiter - Steve MacIntyre - Bill Masterton - Ab McDonald - Cody McLeod - Bill Mosienko - Andrew Murray - Chris Oddleifson - Harry Oliver - Steve Patrick - Mike Ridley - Dave Semenko - Charlie Simmer - Blaine Stoughton - Dean Talafous - Jordin Tootoo - Juha Widing - Travis Zajac |